# Bomintzha
Bomintzha es una localidad de México, ubicada en el municipio de Tula de Allende, en el estado de Hidalgo.

## Toponimia
El nombre de la localidad significa en idioma otomí: “Tierra de Huizaches”.

## Geografía

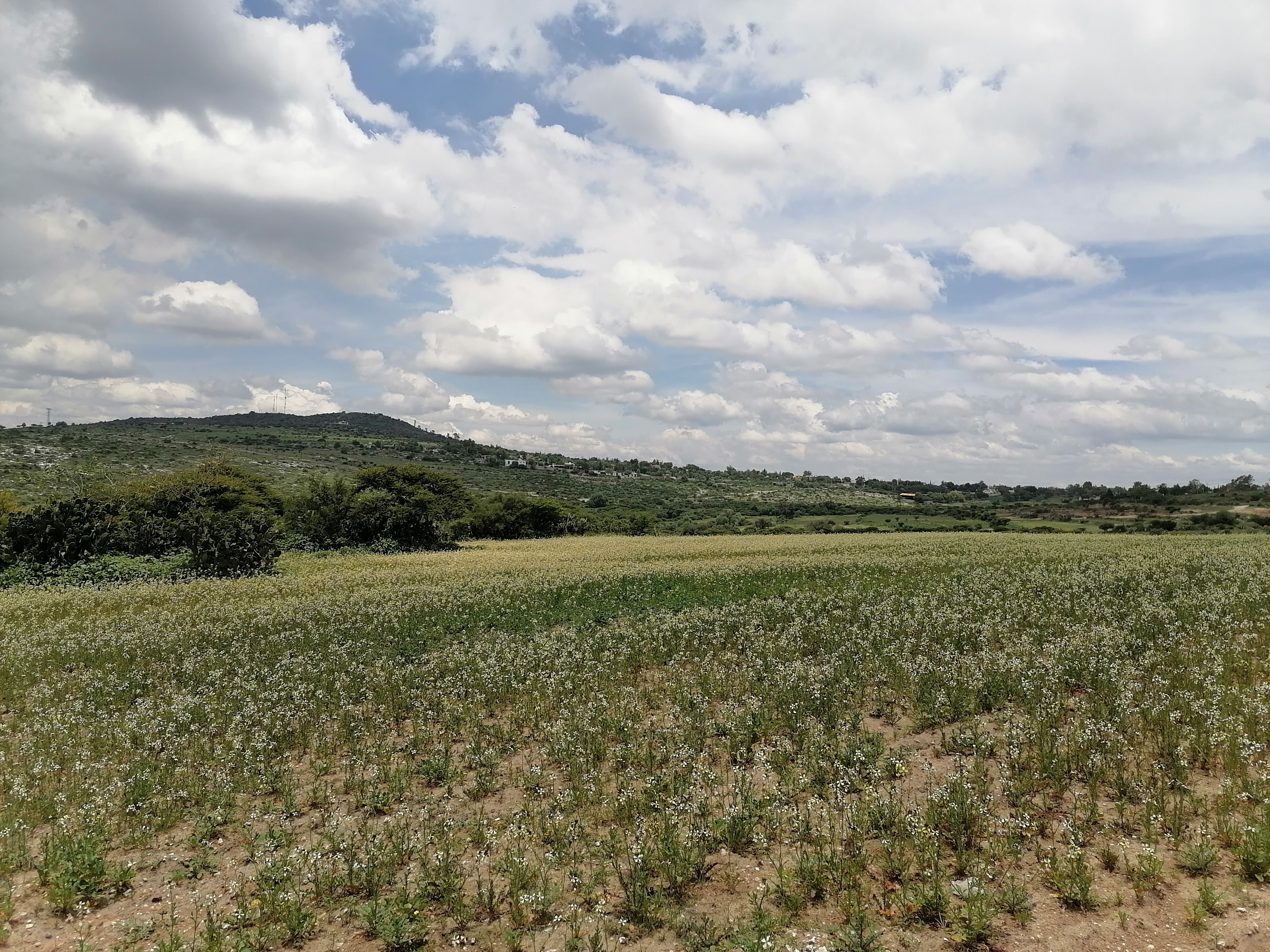
Plantios en Bomintzha.

Se ubica en el Valle del Mezquital,  le corresponden las coordenadas geográficas 20° 00’ 40.739” de latitud norte y 99° 16’ 10.614” de longitud oeste, con una altitud de 	2227 m s. n. m. Se encuentra a 9.0 km, en dirección noreste, de la cabecera municipal, la localidad de Tula.
En cuanto a fisiografía se encuentra dentro de la provincia del Eje Neovolcánico, dentro de la subprovincia de Llanuras y Sierras de Querétaro e Hidalgo; su terreno es de llanura y lomerío. En lo que respecta a la hidrografía se encuentra posicionado en la región del Pánuco, dentro de la cuenca del río Moctezuma, en la subcuenca del rio Tula. Cuenta con un clima semiseco templado.

## Demografía
En 2020 registró una población de 4004 personas, lo que corresponde al 3.5 % de la población municipal. De los habitantes 1000 son menores de 14 años, y 2000 tenían entre 15 y 29 años. De los cuales 1978 son hombres y 2026 son mujeres. Tiene 1036 viviendas particulares habitadas; de las cuales más de 95% contaba con electricidad, agua entubada, con sanitarios, televisión; y solo el 41.70% con internet. El porcentaje de población indígena fue de 1.12% en 2020 y 0.92% en 2010, de estos sólo el 03.30% habla una lengua indígena, cabe mencionar que todas las personas que hablan una lengua indígena también hablan Español.
| Gráfica de evolución demográfica de Bomintzha entre 1900 y 2020                              |
|                                                                                              |
| Población de los censos y conteos del Instituto Nacional de Estadística y Geografía (INEGI). |

## Economía
La población ocupada laboralmente mayor de 12 años fue de 47.23 % en 2020. Se registran 180 establecimientos comerciantes entre los principales se encuentra la Cooperativa Bomintzha S.C.L. que junto a otras dos organizaciones emplean a 412 personas, equivalente al 65% total de los empleos en la colonia. Estimaciones de Market Data Méxicotiene un output económico estimado de MXN $680 millones anuales, de los cuales MXN $190 millones corresponden a ingresos generados por los hogares y MXN $500 millones a ingresos de los 180 establecimientos que ahí operan.

### Cooperativa Bomintzha S.C.L
Es una cooperativa fundada y operada desde 1971, dedicada a la comercialización de materiales para el sector de la construcción. Proporcionan soluciones a través de asesorías, especificación y comercialización de materiales en el mercado nacional. Cuenta con 165 socios fundadores de los cuales 81 son socios activos, cuenta con 54 colaboraciones.

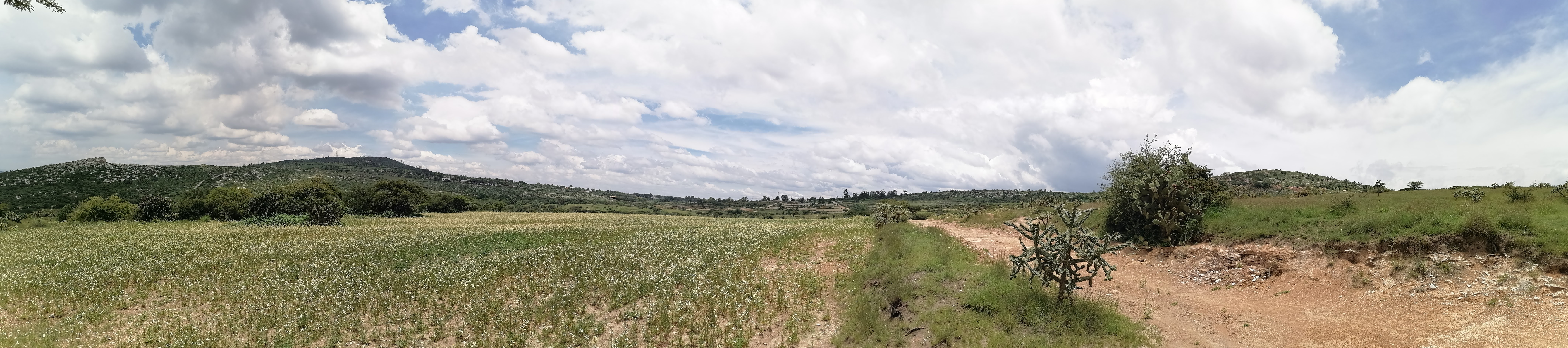